# FC Tskhinvali
El Tskhinvali (en georgiano: სპარტაკი ცხინვალი) es un club de fútbol de Georgia con sede en Rustavi. Ellos juegan en la Erovnuli Liga 2, la segunda división del fútbol georgiano.
Spartaki Tskhinvali es el nuevo nombre para el FC Tskhinvali, que se retiró en el verano de 2006.
En 2005-06, el FC Tskhinvali se basó en el Tengiz Burjanadze Stadium, Gori.

## Palmarés

### Era Soviética
- Georgian Soviet Cup: 1

1987

### Era Independiente
- Pirveli Liga: 1

2013

## Participación en competiciones de la UEFA
| Temporada | Torneo             | Ronda             | Club        | Casa | Visita | Global |
| --------- | ------------------ | ----------------- | ----------- | ---- | ------ | ------ |
| 2015–16   | UEFA Europa League | 1ª Clasificatoria | FC Botoșani | 1–3  | 1–1    | 2-4    |